# Атанас Василев (революционер)
Атанас Василев (на английски: Atanas Vasileff) е български революционер, деец на Вътрешната македоно-одринска революционна организация.

## Биография
Роден е в 1882 година в костурското село Статица, тогава в Османската империя, днес Мелас, Гърция. В 1900 година влиза във ВМОРО, заклет от войводата Пандо Чулков. Става куриер на костурското революционно ръководство. Взима участие в Илинденско-Преображенското въстание като четник в четата на войводата Васил Котев и участва в еднодневното голямо сражение на Бигла, в което е ранен Митре Влаха.
След разгрома на въстанието се прибира в Статица и продължава да се занимава с революционна дейност.
След Първата световна война емигрира в Америка. Първоначално се установява в Лорейн, Охайо, а след това в Детройт, Мичиган.